# Antinoüs Townley
Pour les articles homonymes, voir Antinoüs (homonymie).
L'Antinoüs Townley est une tête en marbre d'Antinoüs, favori de l'empereur Hadrien, portant une couronne de lierre, conservée au British Museum de Londres et fait qui partie des Marbres Townley. Seule la tête est ancienne, appartenant autrefois à une statue datant de vers 130-140 et la fin du règne de l'empereur romain Hadrien (règne de 117 à 138) ; le buste est un ajout moderne. Le portrait montre probablement Antinoüs en Dionysos-Bacchus. Le buste a été acquis avec le reste des antiquités rassemblées par Charles Townley, adepte du Grand Tour et membre de la Royal Society du XVIIIe siècle. Le buste d'Antinoüs est exposé à côté du buste d'Hadrien au British Museum. Un dessin du buste attribué à Vincenzo Pacetti fait également partie de la collection du musée.

## Histoire
La tête, sculptée dans du marbre de Paros, aurait été trouvée sur la colline du Janicule près de la Villa Doria Pamphili à Rome en 1770, dans une zone alors connue sous le nom italien : Tenuta della Tedesca (Domaine de l'Allemande). Elle et les restes de la statue à laquelle elle appartenait ont été retrouvés utilisés comme spolia dans un mur en bordure de route près de la Porta San Pancrazio, une porte des murs d'Aurélien. Townley acheta la tête en juillet 1773 à Thomas Jenkins, l'antiquaire et marchand d'art, pour 150 £. La tête était déjà en Grande-Bretagne en juin 1774, ayant probablement appartenu auparavant à John Sackville, 3e duc de Dorset, de qui Jenkins écrivit en juillet 1773 qu'elle devait « être reçue ».

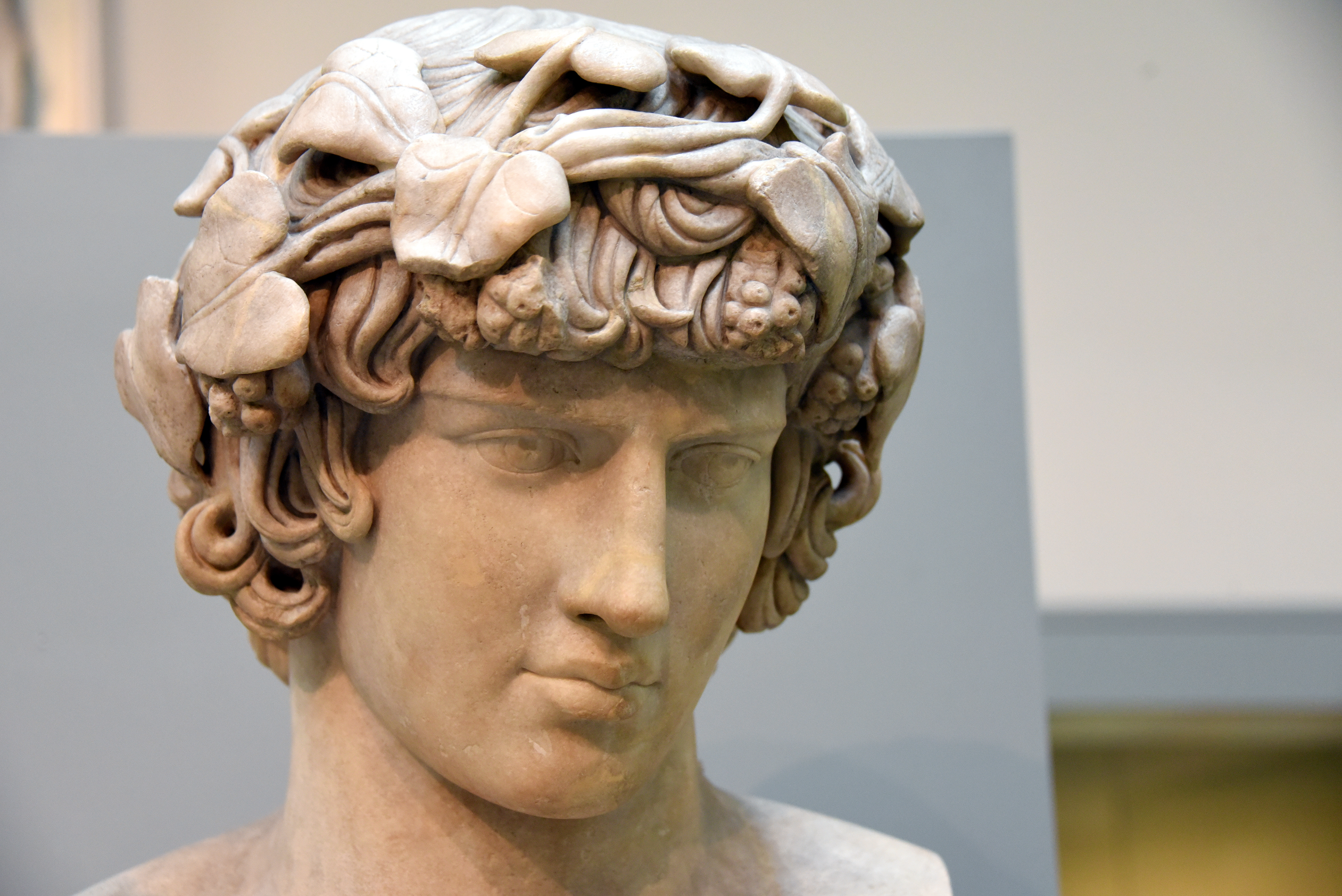
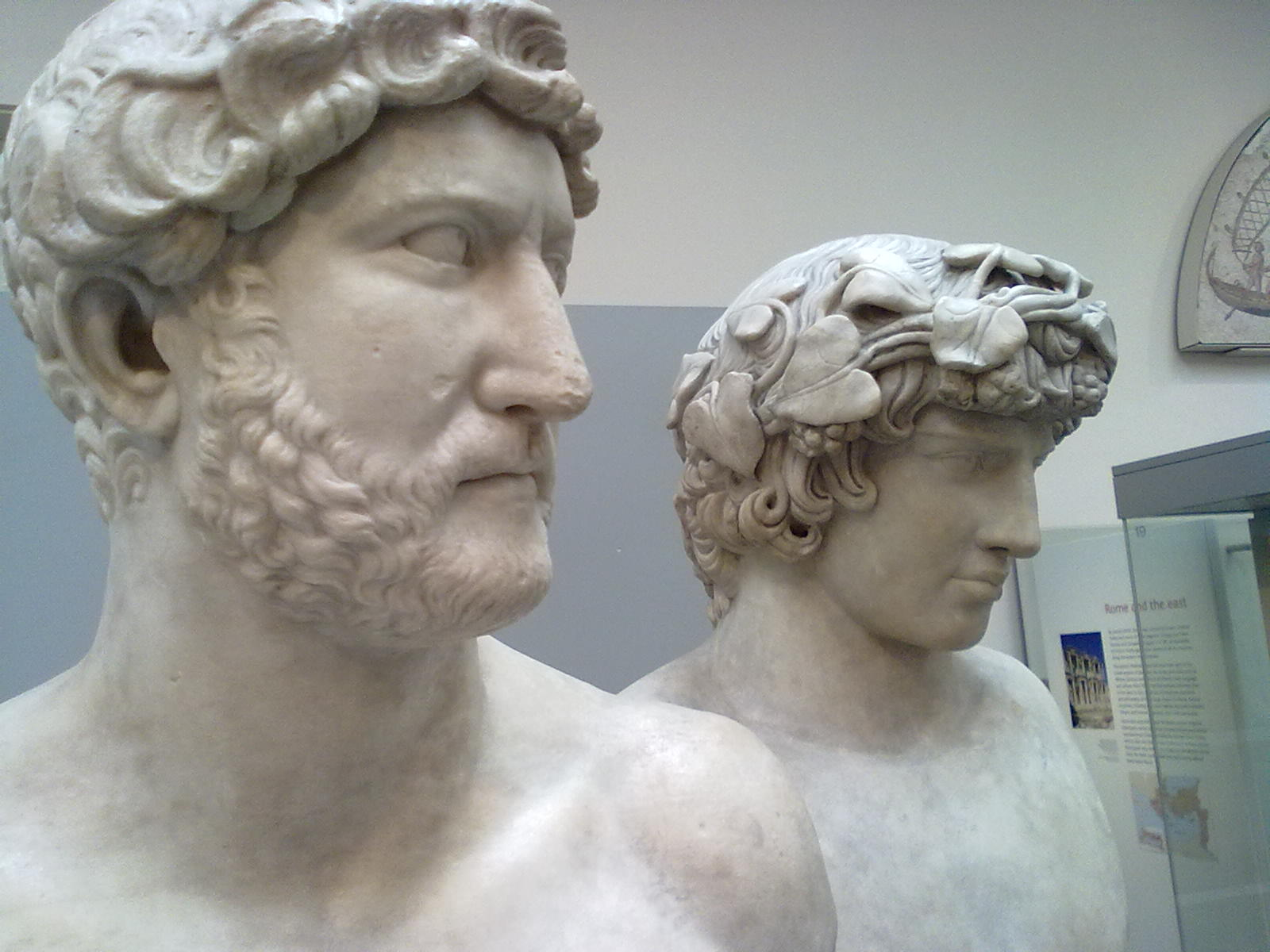